# Cyrtopogon perspicax
Cyrtopogon perspicax är en tvåvingeart som beskrevs av Cole 1919. Cyrtopogon perspicax ingår i släktet Cyrtopogon och familjen rovflugor. Inga underarter finns listade i Catalogue of Life.